# Ranoidea maculosa
Ranoidea maculosa là một loài ếch thuộc họ Pelodryadidae. Chúng là loài đặc hữu của Úc.
Các môi trường sống tự nhiên của chúng là đồng cỏ khô nhiệt đới hoặc cận nhiệt đới vùng đất thấp và đầm nước ngọt có nước theo mùa.